# Fischbach (Lucerne)
Pour les articles homonymes, voir Fischbach.
Fischbach est une commune suisse du canton de Lucerne, située dans l'arrondissement électoral de Willisau.